# Rodrigo Santana
Rodrigo Santana Rodrigão (ur. 17 kwietnia 1979 w São Paulo) – brazylijski siatkarz, grający na pozycji środkowego. Mistrz świata z 2002, 2006 i 2010 r.

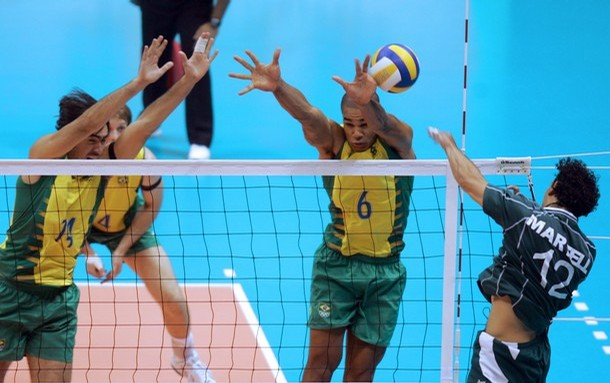
Samuel Fuchs (nr 6) razem z Rodrigão (nr 14) próbują zatrzymać blokiem atak Martella.

Karierę rozpoczynał w brazylijskim Suzano São Paulo, w którym grał przez 4 lata. Później przez dwa sezony występował w EC Banespa, a w 2003 r. wyjechał do Włoch i przez sezon występował w zespole Estense 4 Torri Ferrara. Następnie wrócił do swojej ojczyzny i reprezentował barwy Unisul Florianópolis. Od sezonu 2005/06 do sezonu 2008/2009 był zawodnikiem Lube Banca Macerata, z którą zdobył w 2006 r. mistrzostwo kraju.
W 2008 roku w Pekinie zdobył srebrny medal olimpijski.
Przez wiele lat grał w reprezentacji swojego kraju, z którą osiągał znaczące sukcesy. W ostatnich dniach grudnia 2010 zespół Sky Pinheiros rozwiązał kontrakty z Rodrigo Santaną (Rodrigão) oraz rozgrywającym Marcelo Elgartenem (Marcelinho). W lutym 2011 dołączył do tureckiego klubu Ziraat Bankası Ankara.

## Sukcesy klubowe
Mistrzostwo Brazylii:
- 1997
- 1999, 2002
- 1998, 2003, 2010

Puchar CEV:
- 2006

Mistrzostwo Włoch:
- 2006
- 2009

Superpuchar Włoch:
- 2006, 2008

Puchar Włoch:
- 2008, 2009

Klubowe Mistrzostwa Ameryki Południowej:
- 2011

## Sukcesy reprezentacyjne
Mistrzostwa Ameryki Południowej Kadetów:
- 1996

Mistrzostwa Ameryki Południowej Juniorów:
- 1996

Liga Światowa:
- 2001, 2003, 2004, 2005, 2006, 2007, 2009, 2010
- 2002, 2011
- 2000

Mistrzostwa Ameryki Południowej:
- 2001, 2003, 2005, 2007, 2009, 2011

Puchar Ameryki:
- 2001

Puchar Wielkich Mistrzów:
- 2005, 2009
- 2001

Mistrzostwa Świata:
- 2002, 2006, 2010

Igrzyska Panamerykańskie:
- 2007
- 2003

Puchar Świata:
- 2003, 2007
- 2011

Igrzyska Olimpijskie:
- 2004
- 2008, 2012

Memoriał Huberta Jerzego Wagnera:
- 2010

## Nagrody indywidualne
- 2007: Najlepszy atakujący Mistrzostw Ameryki Południowej
- 2011: Najlepszy blokujący Klubowych Mistrzostw Ameryki Południowej